# São Desidério
São Desidério là một đô thị thuộc bang Bahia, Brasil. Đô thị này có diện tích 14819,585 km², dân số năm 2007 là 19027 người, mật độ 1,28 người/km².